# Nizami

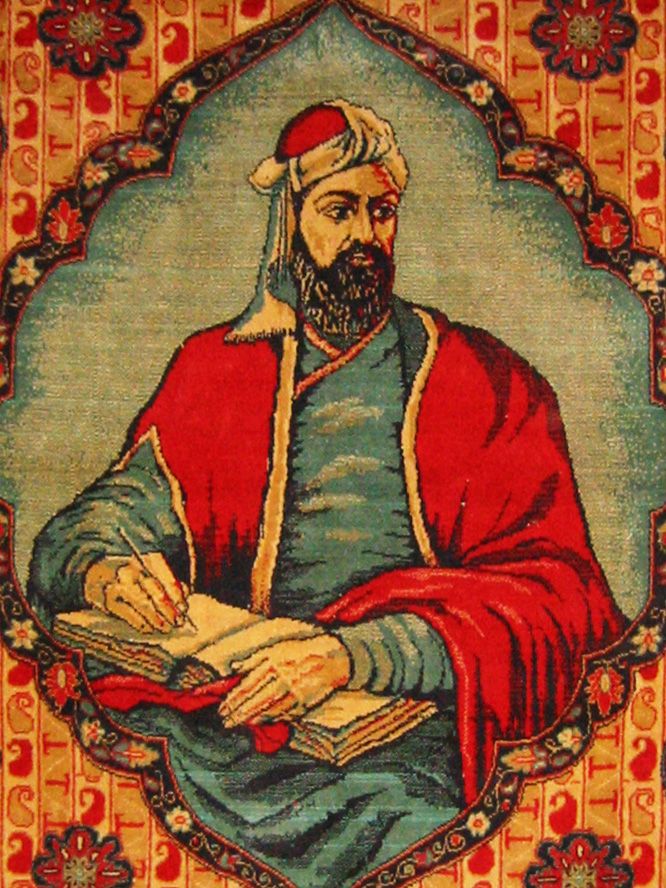
Nizami

Nizami, Nezami Gandżawi, perski نظامی گنجوی, azerski Nizami Gəncəvi, właśc. Nizām ad-Dīn Abū Muhammad Ilyās ibn-Yusūf ibn-Zakī ibn-Muˤayyid Nizāmī Ganjavī (ur. ok. 1141, zm. ok. 1209) – perski poeta pochodzący z Gandży (dzisiejszy Azerbejdżan), mieszkający przez całe życie w tym mieście i uważany za twórcę literatury perskiej.

## Życie i rodzina
O życiu Nezamiego wiadomo bardzo niewiele, właściwie jedynym źródłem są jego wiersze. Poeta został wcześnie osierocony, wychowywany następnie przez wuja Khwaja Umara, dzięki któremu zyskał wspaniałą edukację. Matka, Ra'isa, była pochodzenia kurdyjskiego, ojciec Yusuf (według pewnych źródeł prawdopodobnie pochodzący z Kom) jest wspominany raz w poemacie Nezamiego. Z tego samego źródła dowiadujemy się, ze dziadek nazywał się Zakki, a babka Mu'ayyad. Nizami miał trzy żony, ale tylko z najukochańszą pierwszą Afaq miał syna imieniem Muhammad.

## Chamsei inna twórczość

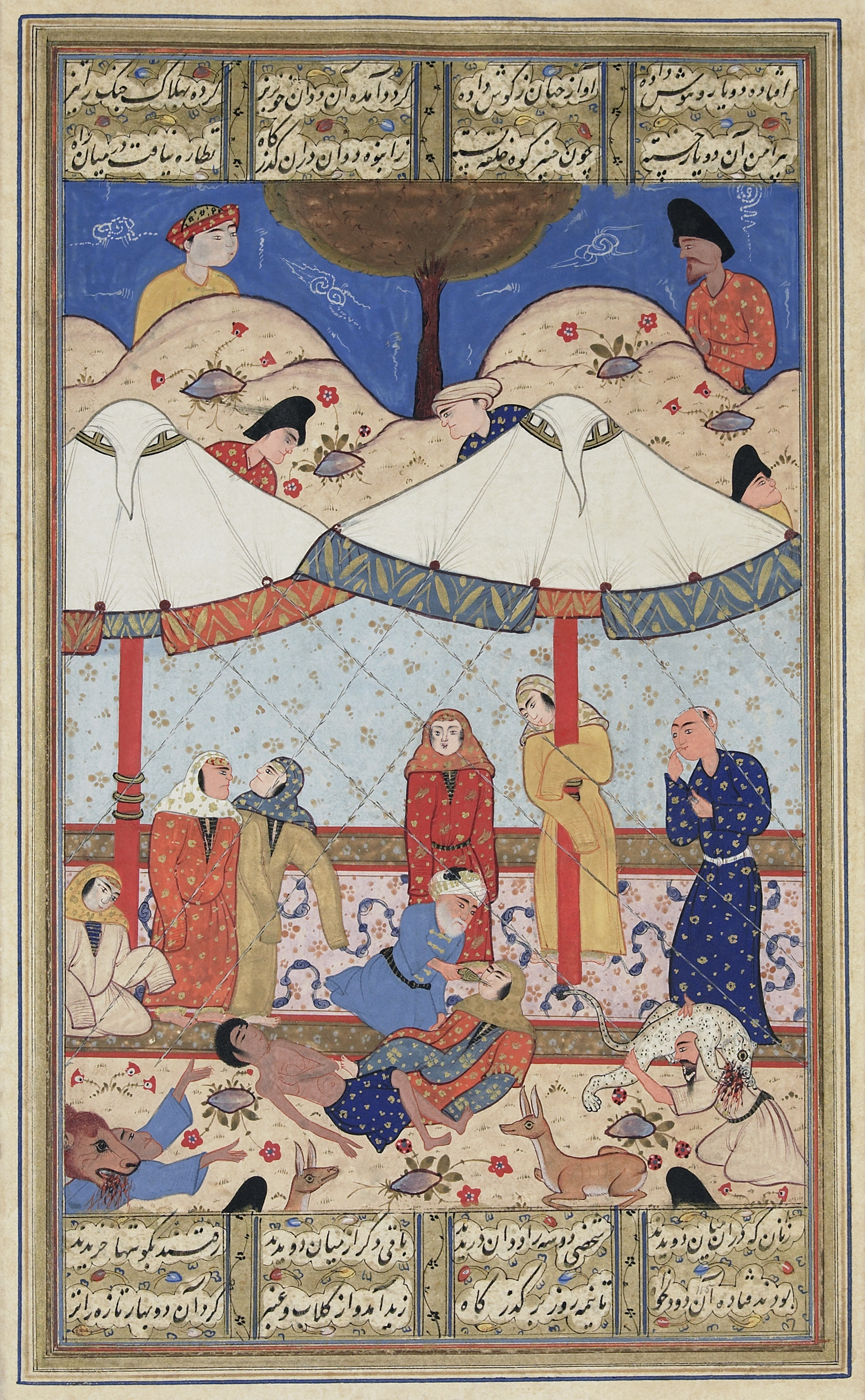
XVI-wieczna ilustracja poematu Lajla wa Madżnun

Chamse (Piątka), to zbiór pięciu poematów, do których należą :
- Makhzan al-asrar („Skarbiec tajemnic”) (1176) – poemat dydaktyczny
- Chosrou wa Szirin (1180–1181) – epos romantyczny, fragment został przetłumaczony na polski w Przeglądzie Orientalistycznym, nr 4, Warszawa 1963
- Farhad wa Szirin, Lajla wa Madżnun (1188)
- Haft pajkar („siedem portretów”) (1197)
- Iskandarname („księga Aleksandra”) (1200)

Nezami tworzył także dywany wierszy lirycznych, z których jeden zachował się częściowo do czasów dzisiejszych. Jako pierwszy perski poeta w swoich dziełach stosował analizę psychologiczną opisywanych postaci, używał też bogatego słownictwa.

## Wpływ poezji Nezamiego na kulturęEuropyiAzji
Jego kunsztowne utwory znalazły wielu naśladowców w świecie poezji muzułmańskiej, a także inspirowały literaturę europejską (np. Dywan Zachodu i Wschodu Goethego, czy z dużym prawdopodobieństwem Romeo i Julia Szekspira). Współczesnym przejawem tych inspiracji jest rockowy utwór gitarowy „Layla”, napisany przez Erica Claptona uderzonego zbieżnością jego własnych przeżyć (nieszczęśliwa miłość do żony jednego z Beatelsów George’a Harrisona) z rysem psychologicznym „opętania” Madżnuna.